# Formel Palmer Audi
Die Formel Palmer Audi war eine Monoposto-Rennserie, die von 1998 bis 2010 existierte und ihre Rennen überwiegend im Vereinigten Königreich austrug. Namensgeber der Serie waren der ehemalige britische Formel-1-Rennfahrer Jonathan Palmer und der Autohersteller Audi.

## Überblick
Die Formel Palmer Audi wurde von Jonathan Palmer gegründet, um Rennfahrern einen im Vergleich zu ähnlichen Serien wesentlich kostengünstigeren Einstieg in den Formelsport zu ermöglichen und den Weg in Serien wie die Formel 3000, die Indy Lights oder später die Formel 2 zu ebnen. Im Unterschied zu allen vergleichbaren Meisterschaften wurden die Autos nicht von verschiedenen, rivalisierenden Rennställen vorbereitet, sondern durch ein einziges, nahezu 50 Personen umfassendes serieneigenes Team eingesetzt und gewartet, das seine Basis nahe dem Bedford Autodrome hatte. Ende 2010 wurde die Serie eingestellt, um alle Ressourcen für die ebenfalls von Palmer initiierte FIA-Formel-2-Meisterschaft bündeln zu können, deren Konzept weitgehend von der Formel Palmer Audi übernommen wurde.
Neben der eigentlichen Rennserie wurden außerdem die Formula Palmer Audi Autumn Trophy (1998–2000 als Winter Series, 2002–2008) und das Formula Palmer Audi Shootout (2007–2008) ausgetragen.

## Fahrzeug
In allen 13 Jahren wurde das gleiche Einheitsfahrzeug verwendet: Ein von van Diemen entwickeltes Auto mit Audi-Turbomotor und Avon-Bereifung, das jedoch im Lauf der Jahre regelmäßig durch das MSV-Team modifiziert wurde. Außerdem wurde unter der Bezeichnung Overboost eine alte Idee aus der Formel 1 der 1980er-Jahre aufgegriffen, die später zahlreiche Serien – unter anderem 2004 die Champ Car – übernahmen: Mit einem Schalter im Cockpit konnte kurzfristig der Ladedruck erhöht werden, sodass dem Fahrer für Überholvorgänge acht Sekunden lang 60 PS mehr zur Verfügung standen.

### Daten
| Kenngröße              | Daten |
| ---------------------- | --- |
| Foto:                  | Formel-Palmer-Audi in Brands Hatch 2005                                                                         |
| Länge:                 | 4390 mm |
| Breite:                | 1830 mm |
| Radstand:              | 2667 mm |
| Spurweite vorn:        | 1473 mm |
| Spurweite hinten:      | 1447 mm |
| Bauweise:              | Monocoque aus Aluminium-Sandwichplatten mit Wabenkern; Fahrzeugteile aus kohlenstofffaserverstärktem Kunststoff |
| Gewicht:               | 530 kg (ohne Kraftstoff)                                                                                        |
| Achsaufhängung:        | doppelte Dreieckslenker mit innenliegenden zweifach verstellbaren Dämpfern von Öhlins                           |
| Bremsen:               | Bremssättel mit vier Kolben                                                                                     |
| Getriebe:              | Hewland FGC mit Sperrdifferential                                                                               |
| Gänge:                 | fünf Vorwärts-, ein Rückwärtsgang                                                                               |
| Motor:                 | Audi 1,8-Liter-Vierzylindermotor mit Turboaufladung                                                             |
| Leistung:              | 300 PS (220 kW) + 60 PS (44 kW)                                                                                 |
| Reifengröße:           | vorn: 250/570 R13 hinten: 300/600 R13                                                                           |
| Beschleunigung:        | 0–100 km/h in 2,8 Sekunden 0–160 km/h in 6,2 Sekunden                                                           |
| Höchstgeschwindigkeit: | 270 km/h |

## Meister der Formel Palmer Audi
| Jahr | Meister          | Zweiter                 | Dritter          | Autumn Trophy/Winter Series | Shootout     |
| ---- | ---------------- | ----------------------- | ---------------- | --------------------------- | ------------ |
| 1998 | Justin Wilson    | Darren Turner           | Richard Tarling  | Derek Hayes                 |              |
| 1999 | Richard Tarling  | Richard Lyons           | Damien Faulkner  | Paul Edwards                |              |
| 2000 | Damien Faulkner  | Justin Keen             | Robbie Kerr      | Philip Giebler              |              |
| 2001 | Steve Warburton  | Stephen Young           | Gideon Cresswell |                             |              |
| 2002 | Adrian Willmott  | Joel Nelson             | Roman Russinow   | Ben Lewis                   |              |
| 2003 | Ryan Lewis       | Adam Smith              | Ryan Hooker      | Jonathan Kennard            |              |
| 2004 | Jonathan Kennard | Rob Jenkinson           | Karim Ojjeh      | Stephen Young               |              |
| 2005 | Joe Tandy        | David Epton             | Stuart Prior     | Josh Weber                  |              |
| 2006 | Jon Barnes       | Viktor Jensen           | Chris Hyman      | Dane Cameron                |              |
| 2007 | Tim Bridgman     | Stefan Wilson           | Luciano Bacheta  | Richard Keen                | Nick Tandy   |
| 2008 | Jason Moore      | Tom Bradshaw            | Jolyon Palmer    | Niall Quinn                 | Aaron Steele |
| 2009 | Richard Plant    | Kazimieras Vasiliauskas | Adam Foster      |                             |              |
| 2010 | Nigel Moore      | Maxime Jousse           | Ramón Piñeiro    |                             |              |